# بنكسية باكسترية
بنكسية باكسترية (الاسم العلمي:Banksia baxteri) هي نوع نباتي يتبع جنس البنكسية من فصيلة البروطية.